# LimeSDR
LimeSDRはクラウドファンディングで開発されたソフトウェア無線。

## 概要
ソフトウェアとハードウェアは完全にオープンソースで実装済みの基板が供給される。必要なソフトは自分で開発したり、有志が公開しているソフトをダウンロードして使用する。100 kHzから3.8 GHzの周波数帯に対応する。サンプリング周波数はUSB 3.0の転送速度によって61.44M/秒に制限される。 

## 仕様
- プロセッサ Altera Cyclone V
- 対応する周波数帯 100 kHz ～ 3.8 GHz
- RF Lime Micro LMS7002M
- I/O USB 3.0 または PCIe
- Programming toolchain packages GNU Radio, Pothos, SoapySDR, UHD.
- ダウンロード可能なアプリケーションソフトD Snappy Ubuntu Core